# یابوونکووو
یابوونکووو (به لاتین: Jabłonkowo) یک روستا در لهستان است که در گمینا میروسواویتس واقع شده‌است. یابوونکووو ۱۸۰ نفر جمعیت دارد.